# Владимир Кличко — Тони Томпсон
Владимир Кличко — Тони Томпсон — двенадцатираундовый боксёрский поединок в тяжёлой весовой категории за титулы чемпиона мира по версиям IBF, WBO и IBO, которые принадлежали Владимиру Кличко. Поединок состоялся 12 июля 2008 года на стадионе Color Line Arena (Гамбург, Германия). Бой собрал в среднем 9,22 миллионов зрителей в Германии на канале RTL и 7,1 миллионов зрителей на канале Интер.

## Предыстория
23 февраля 2008 года состоялся поединок за объединение чемпионских титулов между чемпионом мира по версиям IBF и IBO Владимиром Кличко и чемпионом мира по версии WBO Сулатаном Ибрагимовым. Поединок продлился все отведённые на него двенадцать раундов и завершился уверенной победой Кличко по очкам. После победы над Ибрагимовым, Кличко должен был провести поединок-защиту титулов против одного из обязательных претендентов. Обязательным претендентом по линии IBF был непобеждённый россиянин Александр Поветкин (15-0), а по линии WBO американец Тони Томпсон.  Кличко принял решение провести поединок против Томпсона, который завоевал статус обязательного претендента раньше Поветкина. Команда Поветкина выразила недовольство таким выбором Владимира Кличко. Однако IBF согласилась с выбором чемпиона, при условии, что он проведёт поединок против Поветкина до 26 ноября 2008 года.

## Прогнозы и мнения
По мнению букмекеров и большинства спортивных журналистов, фаворитом в этом поединке был Владимир Кличко. В букмекерских конторах ставки на победу Кличко принимались с коэффициентом 1,15, а на победу его визави с коэффициентом —  4,5. Журналисты украинского боксёрского издания «Ринг» делая свой прогноз на этот поединок, единогласно были уверены в победе своего соотечественника техническим нокаутом с 5-го по 9-й раунды (Евегний Пилипенко — победа Кличко в 5-м раунде; Константин Лободин — победа Кличко в 6-м раунде; Антон Горюнов, Елена Радзевич и Олег Сарычёв — победа Кличко в 7-м раунде и Игорь Витько — победа Кличко в 8-9 раундах).
Обозреватель боксёрских поединков Джеймс Сейлор, отмечал, что Томпсон владеет неплохим джебом (прямым ударом) и может этим ударом создать ряд трудностей для чемпиона, также, по его мнению, победе претендента должно было способствовать отсутствие антропометрического преимущества (в росте и размахе рук) у Кличко, что было для него непривычным. В той же статье, Сейлор написал следующую фразу — «И надо учитывать, что «Тигр» голоден, очень голоден — он жаждет чемпионского титула». После публикации этой статьи, к боксёрскому прозвищу Томпсона — Тигр, было добавлено слово «голодный». Эксперты американских боксёрских интернет-изданий также были уверены в победе украинца. Джино Макграхи отмечал, что скорее всего в этом поединке победу одержит Владимир Кличко, благодаря своему «сильнейшему нокаутирующему прямому удару правой». Джей И. Грант также был уверен в победе Кличко. Он отмечал, что скорее всего он победит техническим нокаутом в 7-м раунде. Грант отмечал, что решающими факторами в этом поединке станут возраст и опыт, которые были на стороне чемпиона (на момент поединка Владимиру Кличко было 32 году и он провёл 53 поединка, в то время как его соперник в свои 36 провёл лишь 32). Также Джей Грант отмечал, что Томпсон одержал большинство своих побед благодаря преимуществу в размах рук и росте, и в поединке с Кличко этого преимущества у него не будет (согласно официальным данным Кличко был выше соперника на 3 сантиметра и уступал ему в размахе рук на 1 сантиметр).
В боксерской среде Кличко также считался фаворитом в этом поединке. Бывший чемпион мира по версии WBO — Сергей Ляхович считал, что поединок будет конкурентным, но победу в нём должен будет одержать Кличко. Ещё один бывший чемпион мира по версии WBO — Лаймон Брюстер, который в 2004 году побеждал Владимира Кличко, а в 2004 году проигрывал ему, придерживался мнения, что у Томпсона есть шансы на победу нокаутом в 11-м и 12-м раундах. Бывшие соперник  Владимира Кличко — Франсуа Бота и Кельвин Брок были уверены в победе Владимира. Бота отмечал, что основной задачей Кличко в этом поединке будет защита подбородка, а Брок в свою очередь был уверен, что Кличко сможет добыть победу благодаря, своему прямому удару. При этом Кельвин отмечал, что Томпсон умеет неплохо защищаться и потому Кличко  может и не нокаутировать его.

## Андеркарт
В таблице перечислены результаты всех поединков боксёров.
В каждой строке указан результат поединка. Дополнительно номер поединка обозначен цветом, который обозначает итог поединка. Расшифровка обозначений и цветов представлена в нижеследующей таблице.
| Пример | Расшифровка                     |
| ------ | ------------------------------- |
|        | Победа                          |
|        | Ничья                           |
|        | Поражение                       |
|        | Планируемый поединок            |
|        | Поединок признан несостоявшимся |
| КО     | Нокаут                          |
| ТКО    | Технический нокаут              |
| PTS    | Решение судей (по очкам)        |
| UD     | Единогласное решение судей      |
| MD     | Решение большинства судей       |
| SD     | Раздельное решение судей        |
| RTD    | Отказ от продолжения боя        |
| DQ     | Дисквалификация                 |
| NC     | Поединок признан несостоявшимся |

## Комментарии
1. ↑  На самом деле на момент боя на счету Владимира Кличко быть на одну досрочную победу больше. Разночтения в рекорде Владимира Кличко возникли после его поединка с Бико Ботовамунгу 23 августа 1997 года, когда рефери остановил поединок дисквалифицировав Ботовамунгу, затем результат встречи был изменен на победу Кличко техническим нокаутом. Однако на сайте BoxRec, который является одним из самых авторитетных статистических сайтов на данную тему, в отличие от других источников, результат остался прежним[1].